# أليكسي شيروف
أليكسي شيروف لاعب شطرنج، وكاتب غير روائي روسي من مواليد 4 يونيو 1972.

## وصلات خارجية
- أليكسي شيروف على موقع الاتحاد الدولي للشطرنج (الإنجليزية)
- أليكسي شيروف على موقع مباريات الشطرنج (الإنجليزية)
- أليكسي شيروف على موقع 365Chess.com (الإنجليزية)
- أليكسي شيروف على موقع Chesstempo.com (الإنجليزية)
- أليكسي شيروف سجل أولمبياد الشطرنج على موقع OlimpBase.org (الإنجليزية)

1. 1 2  الاتحاد الدولي للشطرنج (2011)، Transfers to another chess federation in 2011، QID:Q112187519
2. 1 2  الاتحاد الدولي للشطرنج (2018)، Transfers to another chess federation in 2018، QID:Q112191055
3. ↑   https://ratings.fide.com/fedchange.phtml?year=2011. {{استشهاد ويب}}: |url= بحاجة لعنوان (مساعدة) والوسيط |title= غير موجود أو فارغ (من ويكي بيانات) (مساعدة)
4. ↑   https://ratings.fide.com/fedchange.phtml?year=2018. {{استشهاد ويب}}: |url= بحاجة لعنوان (مساعدة) والوسيط |title= غير موجود أو فارغ (من ويكي بيانات) (مساعدة)